# Itariri
Itariri é um município brasileiro do estado de São Paulo. Sua população estimada em 2024 era de 15.762 habitantes. O município é formado pela sede (que inclui o Bairro Raposo Tavares) e pelo distrito de Ana Dias.

## História

### Formação territorial-administrativa
Histórico da formação do município:
- Distrito criado no município de Itanhaém pelo Decreto nº 9.775, de 30/11/1938.
- Município criado pela Lei nº 233, de 24/12/1948.

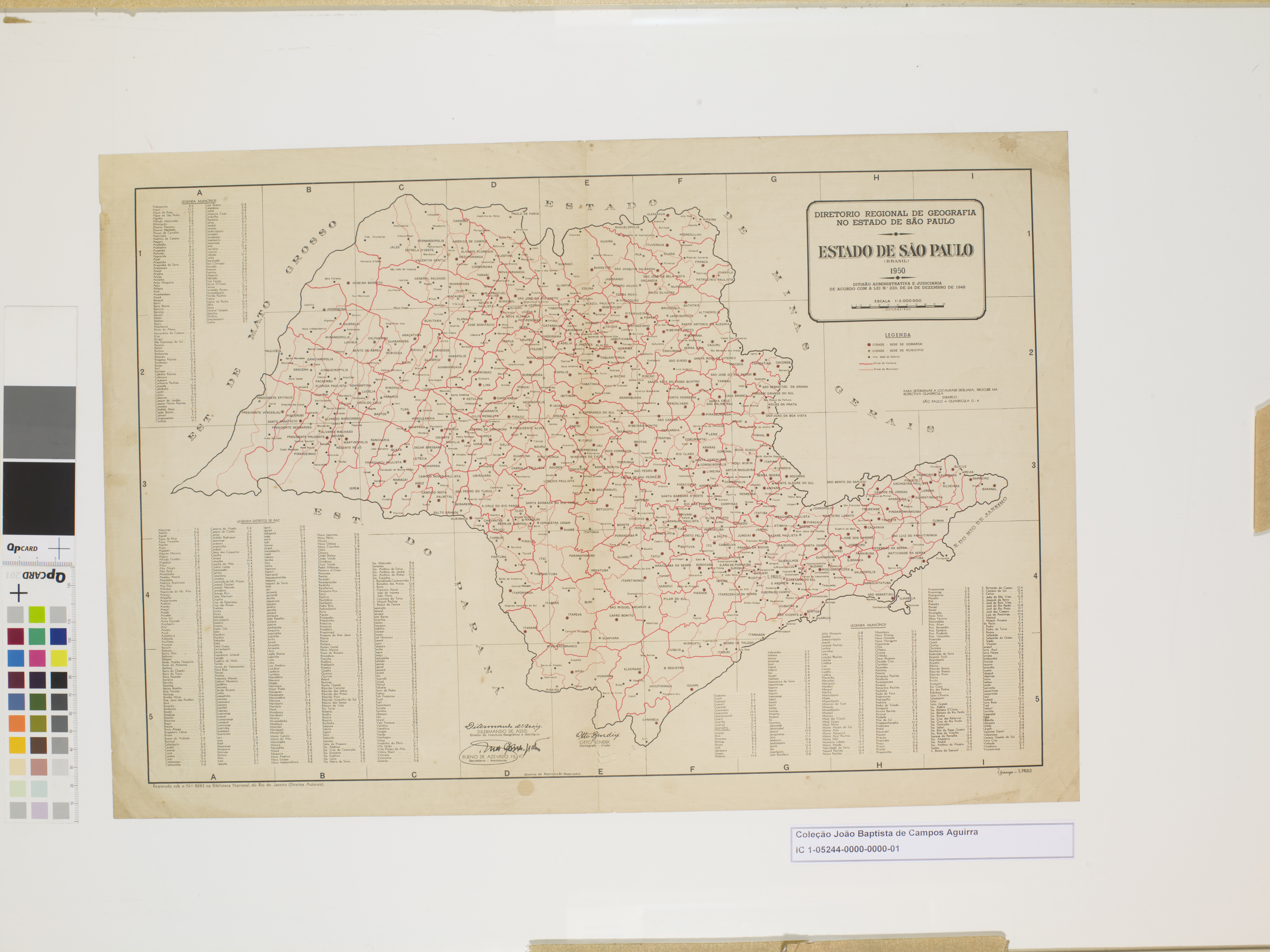
Estado de São Paulo (1948).

## Geografia
Localiza-se a uma latitude 24º17'21" sul e a uma longitude 47º10'28" oeste, estando a uma altitude de 55 metros. Possui uma área de 273 km².

### Vegetação e Relevo
A cobertura das serras do Mar e do Itatins é de mata tropical úmida de encosta. Com muita variedade de espécies como Palmito, Canela, Peroba, Ipê, Jacatirão, Angelim e Jatobá. Nas flores, as bromélias são o maior destaque da floresta da região.
A cidade fica a apenas 52 metros de altitude em relação ao nível do mar. Entre a Serra do Itatins e a Serra do Mar, apresenta um relevo bem acidentado. Possui uma área de 294 quilômetros quadrados, o que representa 0,11% da área do estado. O ponto mais alto é o Morro das Três Pontas, a 1240 m de altitude em relação ao nível do mar, no topo da Serra do Itatins, o mais baixo é o centro da cidade, onde fica a estação ferroviária Itariri.
A cidade é cravada entre o Vale do Ribeira e o litoral paulista, em plena Serra do Mar, Itariri proporciona uma oportunidade quase única de apreciação do que ainda resta da Mata Atlântica na costa paulista. Nos arredores da cidade estão rios e cachoeiras de fácil acesso, garantia de uma bela paisagem. A potencialidade do local para a prática de esportes de natureza já fez de Itariri palco de corridas de aventura.

### Hidrografia
Os rios que banham o Município são: Itariri, Rio do Azeite, Areado das Pedras, Cabuçu e Guanhanhã e Salto que possuem diversos córregos afluentes. (todos com águas cristalinas e puras)

### Rodovias
- SP-55

### Ferrovias
- Linha Santos-Juquiá da antiga Estrada de Ferro Sorocabana [9]

## Demografia

### Dados demográficos
Dados do Censo - 2000
População total: 13.613
- Urbana: 7.445
- Rural: 6.168
- Homens: 6.965
- Mulheres: 6.648

Densidade demográfica (hab./km²): 49,79
Mortalidade infantil até 1 ano (por mil): 21,87
Expectativa de vida (anos): 68,30
Taxa de fecundidade (filhos por mulher): 3,21
Taxa de alfabetização: 89,08%
Índice de Desenvolvimento Humano (IDH-M): 0,750
- IDH-M Renda: 0,688
- IDH-M Longevidade: 0,722
- IDH-M Educação: 0,839

(Fonte: IPEADATA)

### Territórios indígenas
Itariri possui dois territórios indígenas, Tekoa Arandú, contando com 13 famílias e Yynhamduy, contabilizando 8 famílias. Em 12 de julho de 2021 foi inaugurada a escultura "Filhos da Mata", obra em ferro e cimento, de 2 metros de altura, criada pelo artesão local Luiz Carlos Jorge. Os representantes, caciques Ronaldo Antônio Barbosa, Karaidju é seu nome em guarani, e Pedro Francisco Evaristo, Ava Nhimboet em guarani, estiveram presentes na cerimônia. Para Ronaldo esse reconhecimento que o município expressa é importante, em suas palavras:
Para Pedro demonstra também a resistência dos povos indígenas e principalmente no momento atual no qual resistem ao projeto de lei 490 /2007. Em relação a isso ele se expressa da seguinte maneira:

## Infraestrutura

### Comunicações
O sistema de telefones automáticos foi inaugurado na cidade pela Companhia de Telecomunicações do Estado de São Paulo (COTESP) em 1974. Já o sistema de discagem direta à distância (DDD) foi implantado em 1983 pela Telecomunicações de São Paulo (TELESP), com o código de área (0132).
Na década de 90 o código DDD da cidade foi alterado para (013), para padronização do sistema telefônico com a telefonia celular que estava sendo implantada em todo o estado.

## Religião
O Cristianismo se faz presente na cidade da seguinte forma:

### Igreja Católica
- A igreja faz parte da Diocese de Registro.[20]

### Igrejas Evangélicas
Entre as igrejas protestantes históricas, pentecostais e neopentecostais, encontram-se na cidade:
- Assembleia de Deus Ministério do Belém.[23][24]
- Congregação Cristã no Brasil.[25]